# Distretto di Sajhandulaan
Il distretto di Sajhandulaan è uno dei quattordici distretti (sum) in cui è suddivisa la provincia del Dornogov', in Mongolia. Conta una popolazione di 1.217 abitanti (censimento 2009). 